# Frédéric Rossif
Frédéric Rossif (Cettigne, 14 agosto 1922 – Parigi, 18 aprile 1990) è stato un regista jugoslavo naturalizzato francese.
Fu documentarista di natura, di storia del XX secolo e di arte contemporanea. Collaborò con artisti musicali come Maurice Jarre e Vangelis.

## Biografia
Nato in Montenegro, la sua famiglia fu uccisa durante la seconda guerra mondiale. Studiò a Roma negli anni trenta, prima di entrare nella Legione straniera francese nella 13e demi-brigade nel 1944. Dopo la guerra nel 1945 si stabilì a Parigi e lavorò al Club Saint-Germain. Durante tale periodo incontrò Jean-Paul Sartre, Boris Vian, Albert Camus, Ernest Hemingway e Malcolm Lowry.
Dal 1948 Rossif collabora attivamente con Cinémathèque française, organizzando un festival avant-garde ad Antibes nel 1949-50. Nel 1952 entra nella ORTF. Alcuni progetti ai quali partecipò furono Cinq colonnes à la une, Éditions spéciales, La Vie des animaux e François Chalais Cinépanorama (1956); La Villa Santo-Sospir (1952), un documentario sulla villa decorata da Jean Cocteau (assistente alla direzione) e Si Versailles m'était conté (1954), in cui recitò.
Sul finire degli anni cinquanta scrisse e diresse alcune opere con notevole successo. Nel 1963 il film sulla guerra civile spagnola, Morire a Madrid, riceve il Premio Jean Vigo e una nomination per l'Academy Award for Documentary Feature. Diverse opere degli anni sessanta videro la collaborazione di Maurice Jarre per le colonne sonore. Nel 1970 Rossif girò l'unico film non documentario, Aussi loin que l'amour, con Salvador Dalí tra gli attori.
Nei primi anni settanta incontra il compositore greco Vangelis a Parigi. I due collaborarono a diversi documentari, tra i quali: L'Apocalypse des animaux, Opéra Sauvage e La Fête sauvage. Il brano di Vangelis per la scena oceanica del sesto episodio L'Apocalypse, chiamata La Petite Fille de la Mer, diventa un classico. Nel 1980 Rossif dirige un documentario su Vangelis, chiamato L'Arbre de vie.
Tra gli ultimi lavori i documentari De Nuremberg à Nuremberg (1989) e Pasteur le Siècle, per la commemorazione del 100º anniversario de L'Institut Pasteur (1987).
Rossif muore nel 1990 ed è tumulato nel Cimetière du Montparnasse a Parigi.

## Filmografia parziale
Natura:
- La Vie des animaux (serie TV, produttore)
- Nos amis les bêtes (serie TV, produttore)
- 1963, Les Animaux
- 1970-1971, L'Apocalypse des animaux (serie TV, 6 episodi)
- 1975-1981, L'Opéra sauvage (serie TV, 22 episodi)
- 1975, La Fête sauvage, sulla fauna africana
- 1984, Sauvage et beau
- 1986, Splendeur sauvage
- 1989, Beauté sauvage
- 1989, Les Animaux de Frédéric Rossif

Arte e musica:
- 1971, Cantique des créatures
- 1971, Georges Mathieu ou la fureur d'être
- 1972, Au Pays des visages
- 1974, Georges Braque ou le temps différent
- 1981, Jacques Brel
- 1981, Pablo Picasso peintre
- 1980, Des compagnons pour vos songes
- 1983, Les Grandes Demoiselles, Étienne Hajdu, sculpteur
- 1985, La Fête de la musique (festival à Paris)
- 1986, Le Cœur musicien
- 1989, Morandi, sul pittore Giorgio Morandi

Altri:
- 1959, Imprévisibles Nouveautés, sull'industria del petrolio, per commemorare il centesimo anniversario della perforazione petrolifera di Edwin Drake
- 1959, Spécial Noël: Jean Gabin
- 1961, Le Temps du ghetto, sul ghetto di Varsavia
- 1961, Vél d'hiv (cortometraggio), sugli sport al Vélodrome d'hiver
- 1962, De notre temps (cortometraggio)
- 1963, Morire a Madrid, sulla Guerra civile spagnola
- 1963, Pour l'Espagne, sulla Spagna
- 1964, Encore Paris (cortometraggio)
- 1966, La Chute de Berlin, sulla battaglia di Berlino
- 1966, La Liberté de blâmer (cortometraggio)
- 1966, Donner à voir (serie TV, 3 episodi)
- 1966, Un roi en Bavière, sulla vita di Ludovico II di Baviera
- 1967, La Révolution d'octobre, sulla Rivoluzione d'ottobre
- 1968, Un mur à Jérusalem, sulla storia degli Ebrei
- 1969, Pourquoi l'Amérique?, sulla storia americana dal 1917 al 1939
- 1971, Aussi loin que l'amour
- 1976, Les Crèches du monde
- 1976, Plus vite que le soleil (cortometraggio), sull'aereo Concorde
- 1978, Heureux comme le regard en France, sull'arte francese contemporanea[1]
- 1980, Une prière qui danse
- 1981, L'Arbre de vie, su Vangelis
- 1983, Pour la musique
- 1987, Pasteur le Siècle, per commemorare il centenario dell'Istituto Pasteur
- 1989, De Nuremberg à Nuremberg
- 1989, Tatie Danielle (attore)
- 1990, Les Sentinelles oubliées, sui comunisti statunitensi